# Comercial AC
Comercial AC is een Braziliaanse voetbalclub uit Campo Maior in de staat Piauí. Stadsrivaal van de club is Caiçara.

## Geschiedenis
De club werd opgericht in 1945. De club was er bij in 1963 toen de profcompetitie van het Campeonato Piauiense ingevoerd werd. Tot 1995 speelde de club met enkele onderbrekingen meestal in de hoogste klasse. Daarna keerde de club nog terug van 2002 tot 2012. De club promoveerde in 2016, maar verzaakte uiteindelijk aan de promotie.

## Erelijst
Campeonato Piauiense
2010